# Stanislav Mareš
Stanislav Mareš (25. března 1934, Praha - 15. března 2005, Bathurst, Austrálie) byl český prozaik, básník, překladatel a posrpnový exulant.

## Život
Jeho rodina vlastnila statek v Roztokách u Prahy (do roku 1950). V roce 1952 odmaturoval na gymnáziu v Praze. Na vysokou školu nebyl přijat, a tak se živil nejprve jako skladník a později jako úředník ve skladu náhradních dílů firmy Autorenova (později přejmenována na Mototechnu). V roce 1954 byl přijat na Vysokou školu ekonomickou v Praze, roku 1958 však byl ze studií vyloučen. Jeho divadelní hra Letní semestr (1958), kterou toho roku napsal, a kterou k uvedení původně přijalo Národní divadlo, nesměla být inscenována. Nastoupil poté na vojenskou službu a po jejím absolvování se vrátil do Mototechny. Vysokou školu ekonomickou nakonec dostudoval při zaměstnání, absolvoval roku 1964.
V letech 1963–1965 pracoval v agentuře Dilia, od roku 1965 se živil jako překladatel, překládal zejména americkou a anglickou prózu (mj. Ernest Hemingway, Graham Greene, Sinclair Lewis, Truman Capote, Ray Bradbury). Pracoval též jako novinář - v roce 1967 se stal zástupcem šéfredaktora časopisu Sešity pro mladou literaturu. V roce 1965 také vydal knihu povídek Čas milosti. Kritika jeho prozaický styl hodnotila jako úvahový a intelektuální.
Po sovětské okupaci v roce 1968 emigroval do Austrálie. Živil se nejprve jako středoškolský učitel, v letech 1971–1980 pracoval a učil na univerzitách ve Wollongongu a v Bathurstu. V roce 1975 vydal v torontském Škvoreckého nakladatelství sbírku básní Báje z Nového světa. I jeho poezie byla označena jako intelektuální a analytická, typickou je pro ni také silná intertextualita.